# Ganggrab Grumfeld Ost

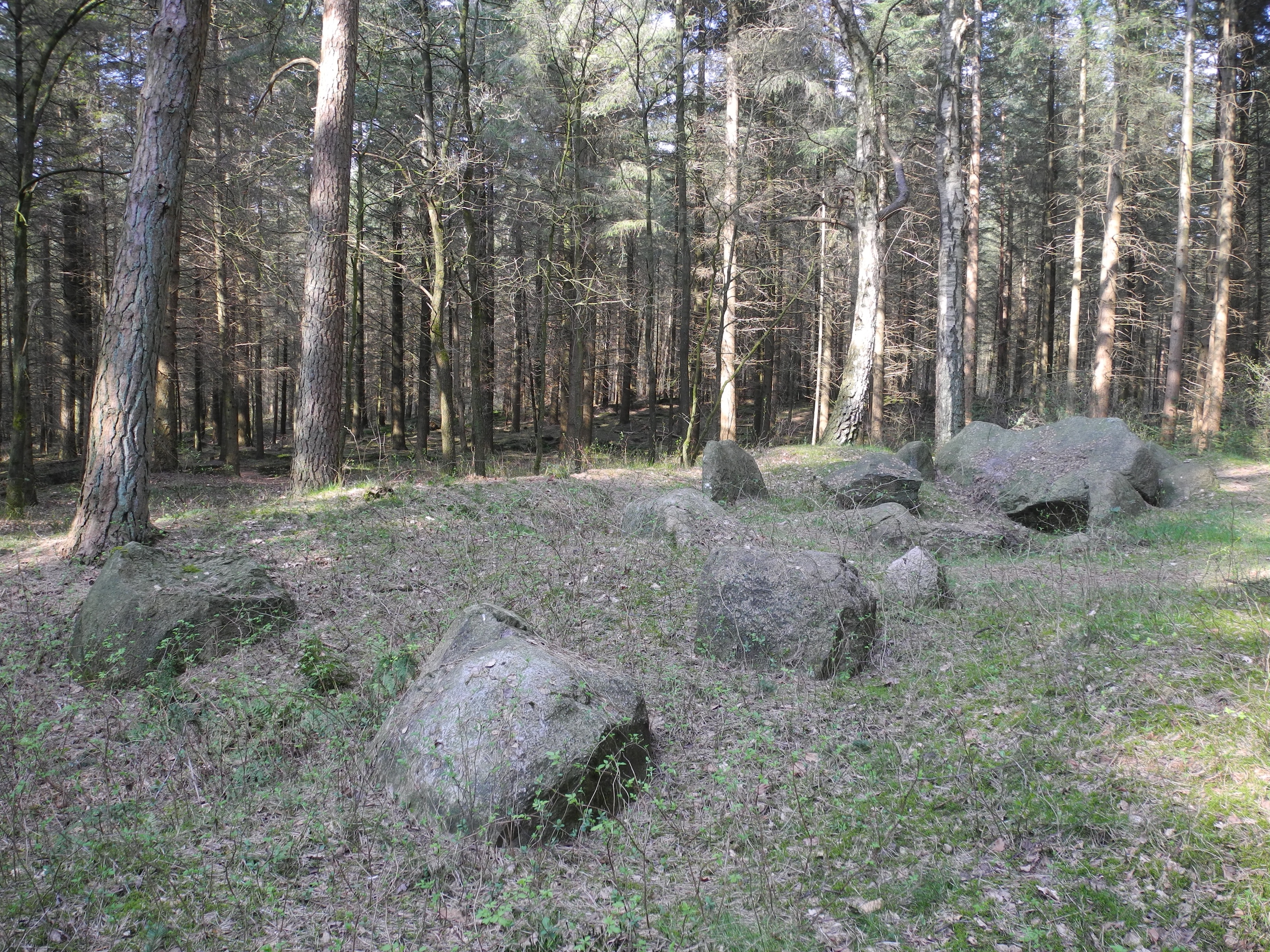
Grumfeld Ost

Das Ganggrab Grumfeld Ost ist ein neolithisches Ganggrab mit der Sprockhoff-Nr. 896. Es entstand zwischen 3500 und 2800 v. Chr. als Megalithanlage der Trichterbecherkultur (TBK) und liegt im Wald versteckt, südöstlich von Westerholte in den Fürstenauer Bergen, nördlich von Ueffeln in der Gemeinde Ankum, im Landkreis Osnabrück in Niedersachsen.
Ernst Sprockhoff schildert eine stark beschädigte West-Ost orientierte Kammer aus 13 Tragsteinen und 4 Decksteinen und einigen Bruchstücken, die durch Sprengungen gespalten wurden, wovon noch 7 Bohrlöcher zeugen. Es gibt alte Skizzen, nach denen das Ganggrab vom Typ Emsländische Kammer einmal 19 Meter lang gewesen sein muss, so dass nur noch etwa zwei Drittel einigermaßen erhalten sind. Das Ganggrab ist eine Bauform jungsteinzeitlicher Megalithanlagen, die aus einer Kammer und einem baulich abgesetzten, lateralen Gang besteht. Diese Form ist primär in Dänemark, Deutschland und Skandinavien, sowie vereinzelt in Frankreich und den Niederlanden zu finden. 
Die Anlage liegt etwa 300 Meter östlich von Grumfeld West, das an der Straße der Megalithkultur liegt.